# Eupelmus stramineipes
Eupelmus stramineipes är en stekelart som beskrevs av Nikol'skaya 1952. Eupelmus stramineipes ingår i släktet Eupelmus och familjen hoppglanssteklar. Inga underarter finns listade i Catalogue of Life.